# Robert Whytlaw-Gray
Robert H. Whytlaw-Gray (né à Londres en 1877 – mort à Welwyn (Hertfordshire) en 1958) est un chimiste anglais.
Avec William Ramsay, il a isolé le radon en 1910 et en a étudié les propriétés physiques. Whytlaw-Gray a fait ses études à l'université de Glasgow puis au University College de Londres.
Il enseigna à Eton de 1914 à 1923, avant d'être nommé professeur de chimie inorganique de l'université de Leeds. Il fut élu membre de la Royal Society en 1928.